# Oreodera purpurascens
Oreodera purpurascens là một loài bọ cánh cứng trong họ Cerambycidae.